# 1978년 핵확산금지법
1978년 핵확산금지법(영어: Nuclear Non-Proliferation Act of 1978), 미국 법전 22편 § 3201은 핵폭발 장치가 미국의 안보 이익에 위험한 위협을 가한다고 선언하는 미국의 연방법이다. 이 법은 미국의 민간 핵 프로그램이 다른 국가로 수출되는 것을 제한한다.
H.R. 8638 법안은 제95차 미국 의회를 통과하여 제39대 미국 대통령 지미 카터가 1978년 3월 10일 법안에 서명하여 법으로 제정되었다.

## 법의 조항
핵확산금지법은 핵기술 통제 및 제한을 위한 여러 정책 요소를 제공한다.
- 미국은 국제적 이니셔티브를 통해 개발도상국에 연료 공급 보증을 추진해야 한다. 확산을 방지하기 위한 평화적 목적의 핵물질, 장비 및 핵기술의 이전 및 사용에 대한 보다 효과적인 국제 통제를 확립해야 하며, 공동 국제 제재 확립도 포함된다.
- 미국은 후속 조치 및 수출 허가 요청의 적시 처리를 용이하게 하는 절차를 수립하여, 효과적인 비확산 정책을 준수하는 국가에 원자로 및 연료를 공급하는 약속을 이행하는 국가의 신뢰성을 확인하기 위해 필요한 조치를 취해야 한다.
- 핵확산금지법은 핵확산방지조약을 비준하지 않은 국가들이 가능한 한 빨리 비준하도록 강력히 권장한다.
- 미국은 에너지 개발을 위한 적합한 기술을 식별하고 적용하는 데 있어 외국과 협력해야 하며, 특히 해당 국가의 경제적 및 물질적 자원과 환경 보호에 부합하게 해당 국가의 에너지 수요를 충족시키는 데 원자력의 대안을 식별해야 한다.[8]

## 법의 제목

### 정의
(a) 이 법에서 사용되는 용어는 다음을 의미한다.
(1) "위원회"는 원자력 규제 위원회를 의미한다.
(2) "국장"은 미국군축청 국장을 의미한다. 1999년에 미국 국무부로 대체되었다. 따라서 1999년 이후 "국장"은 "국무장관"을 의미한다.
(3) "IAEA"는 국제 원자력 기구를 의미한다.
(4) "핵물질 및 장비"는 원료 물질, 특수 핵물질, 생산 시설, 활용 시설, 그리고 1954년 원자력법에 따라 핵폭발 목적에 중요한 것으로 결정된 부품, 품목 또는 물질을 의미한다.
(5) "물리 보안 조치"는 원료 물질 또는 특수 핵물질이 승인된 목적으로만 사용되고 도난 및 사보타주를 방지하는 것을 합리적으로 보장하는 조치를 의미한다.
(6) "민감 핵기술"은 일반에 공개되지 않고 우라늄 농축 또는 핵연료 재처리 시설 또는 중수 생산 시설의 설계, 건설, 제작, 운영 또는 유지보수에 중요한 정보(생산 또는 활용 시설 또는 그 중요 부품에 포함된 정보 포함)를 의미하지만, 1954년 법에 따라 통제되는 제한 데이터는 포함하지 않는다.
(7) "1954년 법"은 수정된 1954년 원자력법을 의미한다.
(8) "조약"은 핵확산방지조약을 의미한다.
(b) 이 조항에서 정의되지 않은 이 법에 사용된 다른 모든 용어는 1954년 법, 1974년 에너지 재편성법 및 조약에 의해 부여된 의미를 가진다.

### 제목 I – 적절한 핵연료 공급을 위한 미국 이니셔티브

#### 정책
미국은 국가 정책으로서 평화적 목적으로 원자력의 혜택을 활용하려는 다른 국가 및 국가 그룹에게 확산을 방지하기 위한 정책을 준수하는 국가 및 국가 그룹에 신뢰할 수 있는 핵연료 공급을 제공할 것임을 보장하기 위해 필요하고 실현 가능한 조치를 취하고 조치를 제도화해야 한다. 이러한 핵연료는 1954년 법에 따라 체결된 협정 또는 기타 법률에 의해 승인된 방식으로 제공되어야 한다. 미국은 비확산 정책 및 국내 에너지 수요와 일치하는 새로운 연료 공급 약속을 장기적으로 체결할 수 있는 능력을 확보해야 한다. 위원회는 모든 해당 법적 요건이 충족될 때 핵물질 및 장비의 수출을 적시에 승인해야 한다.

#### 우라늄 농축 용량
에너지부 장관은 법률에 따라 우라늄 농축 용량 확장을 위한 건설 계획 및 설계, 건설 및 운영 활동을 시작하도록 지시받는다. 또한 장관과 원자력 규제 위원회, 국무장관, 미국군축청 국장은 이 법에 따라 가능한 한 최대한의 범위 내에서 최소한의 시간 지연으로 후속 조치 및 수출 허가를 질서정연하게 처리하도록 절차를 수립하고 이행하도록 지시받는다.

#### 보고서
대통령은 국내 및 해외 수요를 충족하고 미국 비확산 목표를 증진하기 위한 추가 미국 농축 용량의 필요성을 결정하기 위한 연구를 즉시 착수해야 한다. 대통령은 이 법의 제정일로부터 12개월 이내에 이 연구 결과에 대해 의회에 보고해야 한다.

#### 국제적 약속
(a) 이 법에 따라, 대통령은 공급국과 수령국을 포함한 다른 국가 및 국가 그룹과 즉각적인 논의를 시작하여 미래의 전 세계 핵연료 수요를 충족하기 위한 국제적 접근 방식을 개발해야 한다. 특히, 대통령은 핵연료 생산 시설 또는 원료 물질을 보유한 국가 및 국제 원자력 기구와 같은 기타 적절하다고 간주되는 국가 및 국가 그룹과 가능한 한 빨리 다음과 같은 구속력 있는 국제적 약속을 적시에 수립하기 위한 협상을 추진하도록 권한을 부여받고 촉구된다.
(b) 대통령은 이 법의 제정일로부터 6개월 이내에 초기 연료 보증에 대한 제안을 의회에 제출해야 한다. 여기에는 확산을 방지하기 위한 엄격한 정책을 준수하는 국가에 핵연료 공급의 연속성을 보장하기 위해 필요한 경우 판매 약정에 따라 이전될 수 있는 우라늄 우라늄 동위 원소 235 동위 원소에서 20% 미만으로 농축된 우라늄(저농축 우라늄)의 임시 비축량 생성을 포함해야 한다. 이러한 제출에는 경수로에서 100,000 MWe년의 전력을 생산하기에 충분한 양의 저농축 우라늄 이전 제안과 INFA가 설립될 때까지 그러한 임시 비축량에 대한 다른 공급국들의 기여를 모색하는 제안도 포함되어야 한다.
(c) 대통령은 보고서에서 새로운 미국 우라늄 농축 시설에 대한 외국 참여(투자를 포함하여)의 바람직성과 선택 사항을 다루어야 한다. 이 보고서에는 그러한 참여를 이행하는 데 필요한 조치와 그러한 참여의 조건으로 요구되는 약속도 다루어져야 한다. 이 보고서에는 이러한 조치를 이행하기 위한 제안된 법안이 첨부되어야 한다.
(d) 이 조항에 의해 계획된 연료 보증은 확산 방지를 위한 정책을 준수하는 국가에게 혜택을 주기 위한 것이다. 이 조항에서 요구하는 구속력 있는 국제적 약속을 협상할 때, 대통령은 특히 그러한 약속의 혜택이 비핵무기 국가에게만 제공되도록 보장해야 한다. 즉, 그러한 국가들이 모든 평화적 핵 활동에 대해 IAEA 안전조치를 수용하고, 어떠한 핵폭발 장치도 제조하거나 다른 방식으로 취득하지 않으며, 데 팍토 또는 데 유레 통제 하에 새로운 농축 또는 재처리 시설을 설립하지 않고, 기존의 모든 그러한 시설을 효과적인 국제 후원 및 검사 하에 두는 경우에만 혜택이 제공된다.
(e) 요구되는 보고서에는 이 조항에 따른 협상 진행 상황에 대한 정보가 포함되어야 한다.
(f) 대통령은 이 조항에 따라 협상된 구속력 있는 국제적 약속 중 다음을 포함하는 조약이 아닌 약속을 체결할 수 없다.
(a) 그러한 제안된 약속이 의회에 제출되고 동시 결의안에 의해 승인될 때까지
(b) 미국 에너지부의 연간 승인 법안의 일부로 의회에 제출되어야 한다.

#### 핵연료 주기 재평가
대통령은 순수 플루토늄 분리 또는 고농축 우라늄의 존재에 기반한 경제의 대안, 사용 후 핵연료 저장 처리 방법, 그리고 기존 핵기술의 안전 조치 개선 방법에 중점을 두어 모든 핵 공급국 및 수령국이 핵연료 주기의 모든 측면을 재평가하도록 즉각적인 조치를 취해야 한다. 대통령은 첫 번째 요구되는 보고서에서 그러한 국제적 재평가의 진행 상황을 상세히 설명해야 한다.

### 제목 II – 국제 안전 조치 시스템 강화를 위한 미국 이니셔티브

#### 정책
미국은 핵확산방지조약 원칙, 강화되고 보다 효과적인 국제 원자력 기구, 그리고 확산을 억제하기 위해 기구가 관리하는 포괄적인 안전 조치 시스템에 대한 지속적인 강력한 지원을 약속한다. 따라서 미국은 다른 국가들과 협력하여 다음을 추구해야 한다.
(a) IAEA의 안전 조치 프로그램을 계속 강화하고, 이 조항을 이행하기 위해 IAEA가 안전 조치를 효과적으로 이행하는 데 도움이 되는 자금, 기술 자원 및 기타 지원을 제공한다.
(b) IAEA가 IAEA 규정 제XII조의 조항을 수행할 수 있는 자원을 확보하도록 보장한다.
(c) IAEA 안전조치 시스템(책임 포함)을 개선하여 다음을 보장한다.
(1) 핵폭발 장치에 사용될 수 있는 원료 물질 또는 특수 핵물질의 가능한 전용의 적시 탐지
(2) 그러한 전용에 대한 정보의 적시 배포
(3) 그러한 전용 발생 시 국제적으로 합의된 절차의 적시 이행
(d) IAEA가 효과적이고 포괄적인 국제 안전 조치 프로그램을 관리하는 데 필요한 데이터를 적시에 수신하고, IAEA가 당사국인 안전 조치 협정 위반 증거를 전 세계 공동체에 적시에 통보하도록 보장한다.
(e) IAEA가 규정에 최대한 부합하도록, 핵물질 및 장비를 공급하는 국가에게 그러한 공급에 적용되는 양자 간 약속 준수를 보장하는 데 필요한 데이터를 제공하도록 장려한다.

#### 훈련 프로그램
에너지부는 위원회와 협의하여 핵물질 및 장비를 평화적 목적으로 사용하기 위해 개발하거나 취득했거나, 개발하거나 취득할 것으로 예상되는 국가 및 국가 그룹의 사람들에게 제공될 안전 조치 및 물리 보안 훈련 프로그램을 수립하고 운영해야 한다. 모든 그러한 프로그램은 미국의 국가 안보 이익에 부합하는 가장 진보된 안전 조치 및 물리 보안 기술 및 기술 훈련을 포함해야 한다.

#### 협상
미국은 다른 국가 및 국가 그룹과 협상하여 다음을 추구해야 한다.
(1) 핵물질 및 장비 또는 핵기술의 평화적 사용과 관련하여 국가가 중요한 의무를 위반하거나, 비핵무기 국가의 핵폭발 장치 폭파를 포함하여 조약 원칙을 위반하는 경우 따라야 할 공통 국제 제재를 포함한 일반 원칙 및 절차를 채택한다.
(2) 핵물질의 전용, 사보타주 또는 도난 또는 핵시설의 사보타주 발생 시 따라야 할 국제적 절차를 수립하고, 조약 원칙을 위반하여 국가 또는 개인 또는 그룹에 의해 분실되거나 도난당하거나 취득되거나 사용된 핵물질을 회수하기 위한 절차를 수립한다.

### 제목 III – 수출 조직 및 기준

#### 정부 간 이전
(a) 이 조항에 따라 원자력 규제 위원회가 부여한 수출 허가 외에 특수 핵물질을 분배할 수 있는 권한은 다음과 같은 소량의 특수 핵물질에만 미친다(어떤 수령자에게든 연간 우라늄 동위 원소 233 동위 원소, 우라늄 235 동위 원소 또는 특수 핵물질에 포함된 플루토늄 500500 그램 (18 oz)을 초과할 수 없다).
(1) 실험실 샘플, 의료 기기 또는 모니터링 또는 기타 기기에 포함된 경우
(2) 시간이 촉박한 비상 상황을 처리하는 데 분배가 필요한 경우
(b) 이 조항에 따라 원자력 규제 위원회가 부여한 수출 허가 외에 원료 물질을 분배할 수 있는 권한은 어떤 경우에도 수령자당 연간 33 미터톤 (6,600 lb)톤을 초과하는 원료 물질에는 미치지 않는다.
(c) 원자력 규제 위원회는 이 법에 따라 에너지부가 특수 핵물질, 원료 물질 및 부산물 물질을 분배하는 것을 허가할 수 있다. 이는 어떤 사람이 그러한 물질을 수출하는 데 법률에 의해 확립된 동일한 절차에 따라야 한다. 다만, 이 조항의 어떠한 내용도 에너지부가 이 법에 따라 부산물 물질을 분배하는 것을 허가하도록 요구하지 않는다.
에너지부는 원자력 규제 위원회가 발급한 수출 허가 없이는 이 법에 따라 특수 핵물질 또는 원료 물질을 분배할 수 없다. 다음의 경우를 제외하고는 그러하다.
(1) 에너지부가 미국 국무부의 동의를 얻고, 이 조항의 제정일로부터 90일 이내에 상호 합의된 절차에 따라 미국군축청, 원자력 규제 위원회 및 미국 국방부와 협의한 경우
(2) 에너지부가 제공된 보증 및 미국 정부가 이용할 수 있는 정보를 합리적으로 판단하여 이 법 또는 그에 상응하는 기준 및 적용 가능한 기준이 충족되고 제안된 분배가 공동 방위 및 안보에 해롭지 않다고 판단한 경우.

#### 후속 조치
(1) 협력 협정(이 법에 따라 마련된 협력 협정 제외)에 따른 제안된 후속 조치를 체결하기 전에, 에너지부 장관은 국무장관의 동의를 얻고, 국장, 위원회 및 국방부 장관과 협의해야 한다. 다만, 국무장관은 조사된 연료 요소의 저장 또는 처분 준비 또는 협력 협정에 따라 사전 승인이 필요한 원료 또는 특수 핵물질, 생산 또는 활용 시설 또는 핵기술의 수령자에 의한 이전 승인과 관련된 정책적 협상에서 주도적인 역할을 한다. 제안된 모든 후속 조치는 연방 관보에 게시되어야 하며, 해당 조치가 공동 방위 및 안보에 해롭지 않다는 에너지부 장관의 서면 결정과 함께 게시되어야 한다. 그러한 제안된 후속 조치는 게시 후 15일 이내에는 효력이 발생하지 않는다. 국장이 이 하위 조항에 따라 핵확산 평가 진술서를 작성할 의도라고 선언하는 경우, 국장의 선언 대상이 되는 제안된 후속 조치에 대한 통보는 그러한 진술서가 에너지부 장관에게 접수되거나 그러한 진술서 작성이 승인된 시간이 만료되는 것 중 먼저 발생하는 시점까지 게시되지 않는다.
(2) 국장의 견해로 제안된 후속 조치가 확산에 크게 기여할 수 있다고 판단되면, 국장은 그러한 제안된 후속 조치와 관련하여 안전 조치 및 기타 통제 메커니즘의 적절성과 관련 협정의 평화적 사용 보증의 적용에 대한 비공개 핵확산 평가 진술서를 작성할 수 있다. 이는 후속 조치에 따라 제공될 지원이 군사적 또는 핵폭발 목적으로 사용되지 않도록 보장하기 위한 것이다. 이 조항의 목적상 '후속 조치'라는 용어는 미국 정부의 모든 기관 또는 부서가 어떤 국가 또는 국가 그룹과의 협력과 관련하여 체결한 조치(순수한 사적 또는 국내 조치는 제외)를 의미하며, 다음을 포함한다.
(A) 핵물질 및 장비 제공 계약
(B) 협력 협정에 따라 사전 승인이 필요한 모든 원료 또는 특수 핵물질, 생산 또는 활용 시설 또는 핵기술의 수령자에 의한 이전 승인
(C) 이 법에 따라 절차의 적용을 받지 않는 핵물질 및 장비의 분배 승인
(D) 물리 보안 조치
(E) 조사된 연료 요소의 저장 또는 처분 조치
(F) 핵물질 및 장비에 대한 안전 조치 적용 조치
(G) 대통령이 확산 방지 관점에서 중요하다고 판단하는 기타 모든 조치

#### 수출 허가 절차
어떠한 생산 또는 활용 시설, 또는 어떠한 원료 물질 또는 특수 핵물질(허가가 필요하거나 요청되는 에너지부의 모든 물질 분배 포함)의 수출에 대해 원자력 규제 위원회('위원회')는 어떠한 허가도 발급할 수 없으며, 위원회는 그러한 수출 허가 요건의 면제도 승인할 수 없다. 다음의 경우를 제외하고는 그러하다.
(1) 위원회는 국무장관으로부터 제안된 수출 또는 면제가 공동 방위 및 안보에 해롭지 않거나, 제안된 수출이 속한 범주의 모든 수출이 핵폭발 목적에 중요성이 없으므로 공동 방위 및 안보에 해롭지 않다는 행정부의 판단을 통보받았다. 국무장관은 이 조항의 제정일로부터 90일 이내에 에너지부, 국방부, 상무부 장관, 미국군축청 국장 및 원자력 규제 위원회가 상호 동의하는 질서 있고 신속한 절차를 수립해야 한다. 여기에는 필요한 행정 조치 및 기관 간 양해각서를 위한 조항이 포함되며, 이 조항에 따른 수출 신청에 대한 행정부의 판단을 준비하기 위한 것이다. 이러한 절차에는 최소한 그러한 신청 처리, 협의 기관의 의견 요청 및 수집에 대한 명시적인 지침(마감 기한을 준수할 책임이 있는 식별된 공무원 포함), 그러한 신청 처리를 모니터링하기 위한 기관 간 조정 권한, 기관 내 및 기관 간 의견 불일치 및 상위 기관에 대한 이의 제기를 신속하게 처리하기 위한 사전 결정된 절차, 보류 중인 모든 신청의 상태를 검토하기 위한 기관 간 행정 조정관의 빈번한 회의, 그리고 유사한 행정 메커니즘이 포함되어야 한다. 가능한 한, 신청자는 절차 시작 시 모든 기관의 요구 사항에 대한 전체 프로세스에 필요한 모든 정보를 알려야 한다. 잠재적으로 논란이 있는 신청은 필요한 정책 결정 또는 외교적 협의를 적시에 시작할 수 있도록 가능한 한 빨리 식별해야 한다. 이 조항에 따라 요구되는 결정에 대한 필요한 보증 또는 증거 제시의 성격을 포함하여 필요한 모든 기준을 신속하게 수립하기 위한 즉각적인 노력이 이루어져야 한다. 이 조항의 제정일 현재 제안되고 제출된 모든 수출 신청은 이 조항의 요구 사항을 이행하기 위한 절차 개발 및 수립을 기다리는 동안 지연되어서는 안 된다. 행정부의 판단은 신청 또는 요청 접수 후 60일 이내에 완료되어야 한다. 다만, 국무장관이 국가 이익을 위해 추가 시간을 허용하는 것이 필요하다고 재량으로 구체적으로 승인하는 경우는 예외이다. 장관은 상원 외교 위원회 및 하원 국제 관계 위원회에 그러한 승인을 통보해야 한다. 그러한 판단을 제출할 때, 국무장관은 당시 시행 중인 수출 기준이 충족되는 정도와 협력 당사국이 해당 협력 협정의 조항을 얼마나 준수했는지 구체적으로 다루어야 한다. 필요하다고 판단되면, 장관은 다음 추가 요소를 포함하여 다른 요소도 다룰 수 있다.
(A) 허가를 발급하거나 면제를 승인하는 것이 수령국이 조약에 가입하거나 1978년 핵확산금지법에 따라 예상되는 약속에 참여하도록 장려함으로써 미국의 비확산 정책을 실질적으로 발전시킬 것인지 여부
(B) 허가를 발급하지 않거나 면제를 승인하지 않는 것이 미국의 비확산 목표에 심각하게 해로울 것인지 여부
(C) 수령국 또는 국가 그룹이 이 법에 명시된 수출 기준과 실질적으로 동일한 조건이 다른 핵 공급국 또는 국가 그룹에 의해 제안된 미국 수출에 적용될 것에 동의했는지 여부, 그리고 국무장관의 판단으로 그러한 조건이 미국에 수용 가능한 방식으로 이행될 것인지 여부.
국무장관은 위원회 또는 에너지부 장관이 요구하는 바에 따라 적절한 데이터 및 권고 사항을 제공해야 하며, 추가 데이터 및 권고 사항 요청에 따라야 한다.

#### 미국 핵수출을 규제하는 기준
미국은 법률의 다른 요구 사항 외에 다음 기준을 채택한다. 이 기준은 원료 물질, 특수 핵물질, 생산 또는 활용 시설, 그리고 모든 민감 핵기술의 평화적 핵 사용을 위한 미국 수출을 규제한다.
(1) 조약 제III조에 따라 요구되는 IAEA 안전 조치는 수출 제안된 모든 그러한 물질 또는 시설, 이전에 수출되었고 해당 협력 협정에 따라야 하는 모든 그러한 물질 또는 시설, 그리고 그 사용으로 인해 사용되거나 생산되는 모든 특수 핵물질에 적용된다.
(2) 수출 제안되었거나 이전에 수출되었고 해당 협력 협정에 따라야 하는 어떠한 그러한 물질, 시설 또는 민감 핵기술도, 그리고 그러한 물질, 시설 또는 민감 핵기술의 사용으로 생산된 어떠한 특수 핵물질도 어떠한 핵폭발 장치 또는 어떠한 핵폭발 장치에 대한 연구 또는 개발을 위해 사용되지 않는다.
(3) 수출 제안된 그러한 물질 또는 시설 및 그 사용으로 사용되거나 생산되는 모든 특수 핵물질에 대해 적절한 물리 보안 조치가 유지되어야 한다. 1978년 핵확산금지법에 따라 위원회가 공포한 규정의 효력 발생일 이후, 그러한 조치가 해당 규정에 의해 요구되는 보호 수준과 동등한 수준을 제공하는 경우 물리 보안 조치는 적절한 것으로 간주된다.
(4) 수출 제안된 어떠한 그러한 물질, 시설 또는 민감 핵기술도, 그리고 그러한 물질의 사용으로 생산된 어떠한 특수 핵물질도, 그러한 재이전에 대해 미국의 사전 승인을 얻지 않는 한 다른 국가 또는 국가 그룹의 관할권으로 재이전되지 않는다. 법률의 다른 요구 사항 외에, 미국은 그러한 재이전을 수령하도록 지정된 국가 또는 국가 그룹이 이 조항에서 요구하는 조건의 적용을 받을 것에 동의하는 경우에만 그러한 재이전을 승인할 수 있다.
(5) 수출 제안된 어떠한 그러한 물질도, 그리고 그러한 물질의 사용으로 생산된 어떠한 특수 핵물질도 재처리되지 않으며, 원자로에서 제거된 그러한 물질을 포함하는 조사된 연료 요소는 형태 또는 내용이 변경되지 않는다. 다만, 그러한 재처리 또는 변경에 대해 미국의 사전 승인을 얻는 경우는 예외이다.
(6) 그러한 민감 핵기술은 수령국 또는 국가 그룹의 관할권 하에 그러한 수출된 민감 핵기술을 사용하거나 통해 생산되거나 건설되는 모든 핵물질 또는 장비에 대해 전술한 조건이 적용되지 않는 한 수출되지 않는다.

#### 추가 수출 기준 및 절차
(1) 비핵무기 국가에 대한 미국의 원료 물질, 특수 핵물질, 생산 또는 활용 시설, 그리고 모든 민감 핵기술의 계속적인 수출의 조건으로, 그러한 수출은 수출 시점에 해당 국가의 관할권 내 또는 통제 하에 있는 모든 평화적 핵 활동에 대해 IAEA 안전 조치가 유지되지 않는 한 이루어지지 않는다.
(2) 대통령은 수령 비핵무기 국가들이 전술한 기준을 준수하도록 노력해야 한다. 명시된 기준은 이 조항의 제정일로부터 18개월 후에 제출되거나, 첫 번째 수출이 이 조항의 제정일로부터 최소 24개월 후에 발생하는 모든 물질, 시설 또는 기술 수출 신청에 대한 수출 기준으로 적용된다.

#### 핵수출 중단으로 이어지는 행위
어떠한 핵물질 및 장비 또는 민감 핵기술도 다음 국가에는 수출되지 않는다.
(1) 대통령이 이 조항의 효력 발생일 이후 어느 시점에 다음을 행한 것으로 판단하는 비핵무기 국가:
(A) 핵폭발 장치를 폭파한 경우
(B) IAEA 안전 조치를 중단하거나 폐기한 경우
(C) IAEA 안전 조치 협정을 실질적으로 위반한 경우
(D) 원료 또는 특수 핵물질을 포함하고 핵폭발 장치 제조 또는 취득과 직접적인 관련이 있는 활동에 참여했으며, 대통령의 판단으로 그러한 활동을 중단하는 데 충분한 진전을 나타내는 조치를 취하지 않은 경우
(2) 대통령이 이 조항의 효력 발생일 이후 어느 시점에 다음을 행한 것으로 판단하는 국가 또는 국가 그룹:
(A) 미국과의 협력 협정을 실질적으로 위반했거나, 협력 협정에 따라 공급되지 않은 물질 또는 장비와 관련하여 그러한 물질 또는 장비가 공급된 조건 또는 1978년 핵확산금지법에 따라 그에 관해 얻은 약속 조건을 실질적으로 위반한 경우
(B) 어떠한 비핵무기 국가가 원료 또는 특수 핵물질을 포함하고 핵폭발 장치 제조 또는 취득과 직접적인 관련이 있는 활동에 참여하도록 지원, 장려 또는 유도했으며, 대통령의 판단으로 그러한 지원, 장려 또는 유도를 중단하는 데 충분한 진전을 나타내는 조치를 취하지 않은 경우
(C) 이 조항의 제정일 이후 재처리 장비, 물질 또는 기술을 비핵무기 국가의 주권적 통제로 이전하는 협정에 참여한 경우. 다만, 미국이 참여하는 국제 연료 주기 평가와 관련되거나 미국이 서명한 후속 국제 협정 또는 이해에 따른 경우는 제외한다.

#### 의회 검토 절차
이 법에 따라 요구되는 대통령의 모든 제출서가 의회에 전달된 날로부터 의회의 연속 회기 45일 이내에, 상원 외교 위원회 및 하원 국제 관계 위원회는 각각 해당 제출서에 대한 견해와 권고를 담은 보고서를 해당 의회에 제출해야 한다. 또한, 이 법에 따라 마련된 협력 협정 제안의 경우, 하원 군사 위원회 및 상원 군사 위원회도 각각 그러한 보고서를 제출해야 한다. 보고서에는 의회가 해당 제출서를 승인하거나 불승인한다고 실질적으로 명시하는 결의안이 포함되어야 한다. 다만, 어떤 위원회든 45일 기간이 끝날 때까지 그러한 결의안을 보고하지 않은 경우, 해당 위원회는 그러한 제출서에 대한 추가 심의를 면제받은 것으로 간주된다. 그리고 이 법에 따라 마련된 협력 협정 제안의 경우, 해당 의회의 다른 관련 위원회가 그러한 결의안을 보고한 경우, 해당 위원회는 해당 결의안에 대한 추가 심의를 면제받은 것으로 간주된다. 해당 기간이 끝날 때까지 그러한 결의안이 보고되지 않은 경우, 그 후 5일 이내에 해당 의회에 제출된 첫 번째 결의안은 해당 의회의 적절한 회의록에 기록된다.

#### 시설의 구성품 및 기타 부품
1978년 핵확산금지법에 따라 위원회가 결정한 활용 및 생산 시설에 대해, 위원회는 서면으로 그러한 일반 허가가 공동 방위 및 안보에 불합리한 위험을 구성하지 않는다고 판단하는 경우, 이 법에 따라 허가되어야 하는 국내 활동에 대한 일반 허가를 발급할 수 있다. 위원회는 국무장관, 에너지부 장관, 상무부 장관 및 국장과 협의한 후, 구성 부품 및 기타 품목 또는 물질 중 핵폭발 목적에 대한 중요성 때문에 수출 통제 관점에서 특히 관련성이 있는 것을 결정할 권한과 지시를 받는다.

### 제목 IV – 추가 수출 통제 협상

#### 다른 국가들과의 협력
어떠한 국가, 국가 그룹 또는 지역 방위 기구와도 협력은 다음이 충족될 때까지 시작되지 않는다.
제안된 협력 협정이 대통령에게 제출되었으며, 이 제안된 협정은 협력의 조건, 기간, 성격 및 범위를 포함해야 하며, 다음 요구 사항을 포함해야 한다.
(1) 협력 당사자가 협력 협정에 명시된 안전 조치가 그에 따라 이전된 모든 핵물질 및 장비와, 그러한 핵물질 및 장비의 사용으로 인해 사용되거나 생산된 모든 특수 핵물질에 대해 유지될 것이라는 보증. 이는 물질 또는 장비가 협력 당사자의 관할권 또는 통제 하에 있는 한, 협정의 다른 조항의 기간 또는 협정이 어떤 이유로든 종료되거나 중단되는 것과 관계없이 그러하다.
(2) 비핵무기 국가의 경우, 협력 협정에 따른 미국의 핵 공급 지속 조건으로, 해당 국가 영토 내, 관할권 내 또는 통제 하에 있는 모든 평화적 핵 활동의 모든 핵물질에 대해 IAEA 안전 조치가 유지되어야 한다는 요구 사항
(3) 이 법에 따라 마련된 협력 협정을 제외하고, 협력 당사자가 그러한 협정에 따라 이전될 어떠한 핵물질 및 장비 또는 민감 핵기술도, 그리고 그러한 협정에 따라 이전된 어떠한 핵물질 및 장비 또는 민감 핵기술의 사용으로 생산된 어떠한 특수 핵물질도 어떠한 핵폭발 장치, 또는 어떠한 핵폭발 장치에 대한 연구 또는 개발, 또는 기타 군사적 목적으로 사용되지 않을 것이라는 보증
(4) 이 법에 따라 마련된 협력 협정 및 핵무기 국가와의 협력 협정을 제외하고, 협력 당사자가 핵폭발 장치를 폭파하거나 IAEA 안전 조치를 제공하는 협정을 종료하거나 폐기하는 경우 미국이 그에 따라 이전된 모든 핵물질 및 장비와 그 사용으로 생산된 모든 특수 핵물질의 반환을 요구할 권리를 가진다는 조항
(5) 협력 당사자가 협력 협정에 따라 이전된 모든 물질 또는 제한 데이터와, 이 법에 따라 마련된 협정을 제외하고, 협력 협정에 따라 이전된 생산 또는 활용 시설 또는 그러한 시설의 사용 또는 협정에 따라 이전된 모든 물질의 사용으로 생산된 모든 특수 핵물질이 미국의 동의 없이 비인가자에게 또는 협력 당사자의 관할권 또는 통제를 벗어나 이전되지 않을 것이라는 보증
(6) 협력 당사자가 그러한 협정에 따라 이전된 모든 핵물질과, 그러한 협정에 따라 이전된 모든 물질, 생산 시설 또는 활용 시설의 사용으로 사용되거나 생산된 모든 특수 핵물질에 대해 적절한 물리 보안이 유지될 것이라는 보증
(7) 이 법에 따라 마련된 협력 협정을 제외하고, 협력 당사자가 협력 협정에 따라 이전된 물질과, 협력 협정에 따라 이전된 모든 물질, 생산 시설 또는 활용 시설의 사용으로 사용되거나 생산된 물질이 미국의 사전 승인 없이 재처리, 농축 또는 (플루토늄, 우라늄-233 또는 동위 원소 235에서 20% 이상 농축된 우라늄, 또는 조사된 기타 핵물질의 경우) 형태 또는 내용이 변경되지 않을 것이라는 보증
(8) 이 법에 따라 마련된 협력 협정을 제외하고, 협력 당사자가 협력 협정에 따라 이전된 플루토늄, 우라늄-233, 또는 동위 원소 235에서 20% 이상 농축된 우라늄, 또는 그렇게 이전된 원료 또는 특수 핵물질에서 회수되거나 협력 협정에 따라 이전된 모든 생산 시설 또는 활용 시설에서 사용된 모든 원료 또는 특수 핵물질이 미국이 사전에 승인하지 않은 시설에 저장되지 않을 것이라는 보증
(9) 이 법에 따라 마련된 협력 협정을 제외하고, 협력 당사자가 그러한 협력 협정에 따라 이전된 모든 민감 핵기술을 사용하거나 통해 협력 당사자의 관할권 하에 생산되거나 건설된 모든 특수 핵물질, 생산 시설 또는 활용 시설이 이 하위 조항에 명시된 모든 요구 사항의 적용을 받을 것이라는 보증

#### 추가 요구사항
협력 협정에서 구체적으로 명시된 경우를 제외하고, 향후 미국에서 수출되는 원료 또는 특수 핵물질은 그러한 농축에 대한 미국의 사전 승인 없이는 수출 후 농축될 수 없다. 다만, 그러한 승인을 규율하는 절차는 1954년 법에 따른 제안된 후속 조치 승인에 명시된 절차와 동일해야 하며, 에너지부 장관 및 국무장관이 그러한 농축 이전에 승인이 얻어질 것을 보장하기 위해 필요하다고 판단하는 수령자로부터의 모든 약속은 해당 수출에 대한 행정부 판단 제출 이전에 얻어져야 하며, 그러한 제출에 명시되어야 한다. 그리고 또한, 이 법의 제정일 이후 미국과 새로운 또는 수정된 협력 협정을 체결한 국가 또는 국가 그룹에게 농축 또는 원자로 연료 공급 목적으로 원료 또는 특수 핵물질이 수출되지 않는다. 다만, 그러한 협정에 따른 경우는 예외이다.

#### 평화적 핵 활동
대통령은 모든 국가 및 국가 그룹이 평화적 핵 활동 및 국제 핵 거래 참여와 관련하여 다음 수출 정책을 준수할 것을 약속하도록 즉각적이고 강력한 조치를 취해야 한다.
(a) 어떤 국가 또는 국가 그룹의 영토 내, 관할권 내 또는 통제 하에 있는 핵물질 및 장비와 민감 핵기술은 그러한 이전을 수령하는 국가 또는 국가 그룹이 다음을 보장하기에 충분한 조항을 포함하되 이에 국한되지 않는 엄격한 약속을 하지 않는 한 다른 국가 또는 국가 그룹의 관할권으로 이전되지 않는다.
(1) 어떤 비핵무기 국가의 영토 내, 관할권 내 또는 통제 하에 있는 핵물질 및 장비와 핵기술은 조약 제5조에서 허용하는 경우를 제외하고는 어떤 목적을 위한 핵폭발 장치 또는 어떤 목적을 위한 핵폭발 장치 연구 또는 개발을 위해 사용되지 않는다.
(2) 어떤 비핵무기 국가의 영토 내, 관할권 내 또는 통제 하에 있는 모든 평화적 핵 활동에 대해 IAEA 안전 조치가 적용된다.
(3) 모든 핵 활동에 대해 어떤 국가 또는 국가 그룹에 적절한 물리 보안 조치가 수립 및 유지된다.
(4) 어떤 국가 또는 국가 그룹의 영토 내, 관할권 내 또는 통제 하에 평화적 목적으로 의도된 핵물질 및 장비와 핵기술은 이 조항의 목표를 충족하는 엄격한 약속에 동의하지 않는 다른 국가 또는 국가 그룹의 관할권으로 이전되지 않는다.
(5) 어떤 국가 또는 국가 그룹도 어떤 비핵무기 국가가 어떤 핵폭발 장치를 제조하거나 다른 방식으로 취득하도록 지원, 장려 또는 유도하지 않는다.
(b) 농축 핵물질, 원천, 금지 및 제안된 국제 협정
(1) 어떤 국가 또는 국가 그룹의 영토 내, 관할권 내 또는 통제 하에 있는 원료 또는 특수 핵물질은 농축되지 않는다. 1954년 법에 따라 또는 재처리된, 원자로에서 제거될 그러한 물질을 포함하는 조사된 연료 요소는 형태 또는 내용이 변경되지 않으며, 플루토늄, 우라늄-233, 또는 동위 원소 235에서 20% 이상 농축된 우라늄을 포함하는 제작 또는 비축은 효과적인 국제 후원 및 검사 하의 시설에서만 수행되어야 하며, 그러한 조사된 연료 요소는 안전 요구 사항에 부합하게 원자로에서 제거된 후 가능한 한 빨리 그러한 시설로 이전되어야 한다. 그러한 시설은 가능한 한 가장 적은 수로 제한되어야 하며, 그러한 시설과 관련된 확산 및 환경 위험을 최소화하도록 신중하게 배치 및 관리되어야 한다. 또한, 비핵무기 국가(주최국 제외)의 그러한 시설과 관련된 민감 핵기술 접근을 제한하는 조건이 있어야 한다.
(2) 어떤 국가 또는 국가 그룹의 영토 내, 관할권 내 또는 통제 하에 있는 모든 시설은 플루토늄, 우라늄-233, 또는 동위 원소 235에서 20% 이상 농축된 우라늄을 포함하는 연료 요소의 원자로 배치 전 또는 이 법에서 요구하는 바에 따라 이전되기 전 조사된 연료 요소의 필요한 단기 저장을 위한 것이어야 하며, 효과적인 국제 후원 및 검사 하에 놓여야 한다.
(c) 각 국가 및 국가 그룹의 영토 내, 관할권 내 또는 통제 하에 있는 모든 핵 활동에 대해, 그리고 상당량의 원료 또는 특수 핵물질 또는 조사된 원료 또는 특수 핵물질의 모든 국제 운송에 대해 적절한 물리 보안 조치가 수립 및 유지되어야 하며, 이는 또한 국제 안전 조치 하에 수행되어야 한다.
(d) 이 조항의 어떤 내용도 미국의 군사 활동에 대한 국제적 통제 또는 감독을 요구하는 것으로 해석되어서는 안 된다.

#### 협력 협정 재협상
(a) 대통령은 이 법의 제정일 현재 효력을 발하는 협력 협정을 재협상하거나, 1954년 법에 따라 새로운 협정에 필요할 약속에 대한 그러한 협력 협정 당사국의 동의를 얻기 위한 프로그램을 즉시 시작해야 한다. 이 법의 제정일 현재 효력을 발하는 협력 협정이 그에 따라 이전된 물질 및 장비 또는 그러한 물질 또는 장비의 사용으로 사용되거나 생산된 특수 핵물질과 관련하여 1954년 법에 명시된 기준의 전부 또는 일부와 동등한 조항을 포함하는 경우, 해당 협력 당사국과의 재협상된 협정은 그러한 이전된 물질 및 장비와 그러한 특수 핵물질에 대해 동등한 조항을 계속 포함해야 한다. 이 법의 제정일 현재 효력을 발하는 협력 협정이 이전에 미국과의 협력 협정에 따라 이전되었고 협력 당사국의 관할권 또는 통제 하에 있으며, 그 사용으로 사용되거나 생산된 특수 핵물질이 협력 당사국의 관할권 또는 통제 하에 있는 핵물질 및 장비와 관련하여 1954년 법에 따라 새로운 협력 협정에 필요한 조항의 전부 또는 일부와 동등한 조항을 포함하지 않는 경우, 대통령은 그러한 핵물질 및 장비와 그러한 특수 핵물질에 그러한 조항이 적용되도록 적극적으로 노력해야 한다. 이 법 또는 1954년 법의 어떤 내용도 이 법의 제정일 현재 효력을 발하는 협력 협정에 따라 미국이 가질 수 있는 어떠한 권리도 포기하는 것으로 간주되어서는 안 된다.
(b) 대통령은 1954년 법에 따라 협력 협정에 포함될 요구 사항 및 명시된 수출 정책 목표를 매년 검토하여, 아직 수출 기준으로 적용되지 않는 그러한 요구 사항 또는 수출 정책이 추가 수출 기준으로 제정되는 것이 미국의 비확산 목표에 부합하는지 여부를 결정해야 한다.
(c) 대통령이 그러한 요구 사항 또는 수출 정책을 추가 수출 기준으로 제정하거나, 국가 및 국가 그룹이 그러한 요구 사항 및 정책을 준수하도록 장려할 목적으로 그러한 요구 사항 또는 수출 정책 목표와 관련하여 다른 조치를 취할 것을 제안하는 경우, 그러한 제안과 그 설명을 미 의회에 제출해야 한다.
(d) 상원 외교 위원회 또는 하원 국제 관계 위원회가 대통령의 연간 보고서 또는 제안된 법안을 검토한 후, 그러한 요구 사항 또는 수출 정책 목표와 관련하여 어떤 조치를 취하는 것이 미국의 비확산 목표에 부합한다고 판단하는 경우, 그러한 결정을 이행하기 위한 공동 결의안을 보고해야 한다. 그렇게 보고된 공동 결의안은 1954년 법에 따른 결의안 심의에 적용되는 절차에 따라 상원 및 하원에서 각각 심의되어야 한다.

#### 협정 지속 권한
(a) 이 법에 의해 1954년 법에 대한 수정 사항은 이 법의 제정일 이전에 체결된 협력 협정에 따라 협력을 계속할 권한에 영향을 미치지 않는다.
(b) 이 법의 어떤 내용도 협력 협정에 따라 체결된 모든 협정에 중재를 포함한 분쟁 해결 조항을 포함할 권한에 영향을 미치지 않는다.

#### 검토
어떤 법원이나 규제 기관도 이 법 또는 1954년 법에서 요구하는 핵확산 평가 진술서의 이행을 강제하거나 이행의 적절성을 검토할 관할권을 가지지 않는다.

#### 환경 보호
대통령은 1954년 법에 따라 체결된 모든 협정에서 평화적 핵 활동으로 발생하는 방사능, 화학 또는 열 오염으로부터 국제 환경을 보호하기 위한 당사자 간의 협력을 제공하도록 노력해야 한다.

### 제목 V – 개발도상국에 대한 미국 지원

#### 정책 및 보고
미국은 비핵 에너지 자원 개발을 지원하는 프로그램을 수립하기 위해 다른 국가, 국제 기관 및 민간 조직과 협력하고, 핵 및 비핵 에너지 활동으로 발생하는 오염으로부터 국제 환경을 보호하기 위해 개발도상국 및 산업화된 국가 모두와 협력하며, 해당 국가의 경제적 요인, 물질적 자원 및 환경 보호에 부합하게 그러한 자원 개발 및 비핵 기술 적용을 통해 개발도상국이 에너지 수요를 충족하도록 협력하고 지원해야 한다. 미국은 또한 다른 산업화된 국가 및 국가 그룹이 개발도상국에 대한 유사한 협력 및 지원을 약속하도록 장려해야 한다. 대통령은 매년 의회에 그러한 프로그램에 따른 다른 국가 및 국가 그룹의 약속 수준과 그러한 약속이 이 제목에 따른 미국의 노력과 어떤 관계를 가지는지 보고해야 한다. 개발도상국과의 협력 및 지원 제공 시, 미국은 조약 당사국에 우선순위를 부여해야 한다.

#### 프로그램
(a) 미국은 다음 목적을 위해 개발도상국과의 협력 목표에 부합하는 프로그램을 시작해야 한다.
(1) 그러한 국가의 발전에 필요한 에너지 수요 충족
(2) 태양 에너지 및 기타 재생 가능 에너지 자원 활용에 중점을 두어 그러한 국가의 석유 연료 의존도 감소
(3) 그러한 국가가 이용할 수 있는 에너지 대안 확대
(b) 그러한 프로그램에는 개발도상국의 에너지 대안 평가, 에너지 상품 국제 무역 촉진, 에너지 자원 개발, 그리고 적합한 에너지 기술 적용에 대한 협력이 포함되어야 한다. 이 프로그램에는 일반 및 국가별 에너지 평가와 자원 탐사 및 생산, 훈련, 연구 및 개발 분야의 협력 프로젝트가 포함되어야 한다.
(c) 그러한 프로그램의 필수적인 부분으로, 에너지부는 국무부의 일반 정책 지침 하에 국제 개발국 및 기타 적절한 연방 기관과 협력하여 가능한 한 빨리 이 법의 목적을 이행하기 위해 미국 과학자, 기술자 및 에너지 전문가와 개발도상국 과학자, 기술자 및 에너지 전문가 간의 교류 프로그램을 시작해야 한다.
(d) 이 법을 수행할 목적으로, 이전 법률에 따라 그러한 목적으로 승인된 금액을 포함하여 에너지부의 연간 승인 법안에 포함된 금액을 승인한다.
(e) 대통령의 지시에 따라, 국무장관은 이 제목에 의해 승인된 활동이 1961년 외국 원조법에 의해 승인된 프로그램을 포함하여 해외에서 수행되는 미국의 기타 관련 활동과 조정되도록 보장해야 한다.

#### 보고서
이 법의 제정일로부터 12개월 이내에, 대통령은 미 의회에 다음 사항에 대한 연구 결과 보고서를 제출해야 한다. 과학 평화 봉사단을 포함하여 협력 활동을 국제 협력 노력으로 확장하는 타당성. 과학 평화 봉사단은 상당수의 기술 훈련을 받은 자원봉사자들이 개발도상국에 다양한 기간 동안 거주하며 일하도록 장려하여, 토착 에너지 자원의 탐색 및 활용과 재생 가능 및 비전통 에너지 기술의 광범위한 활용을 포함한 적합한 기술의 적용을 통해 해당 국가의 에너지 수요를 충족시키는 데 도움을 주는 프로젝트에 참여하도록 하는 것이다. 이 보고서에는 개발도상국에서 그러한 기술의 개발, 시연 및 활용을 장려하기 위한 조정된 국제적 노력을 수행하기 위한 다른 메커니즘에 대한 논의도 포함되어야 한다.

### 제목 VI – 행정부 보고

#### 대통령 보고서
(a) 대통령은 확산 방지와 관련된 정부 부처 및 기관의 모든 활동을 검토하고, 1979년 1월과 그 이후 매년 1월에 확산 방지를 위한 정부의 노력에 대해 미 의회에 보고해야 한다. 이 보고서에는 다음이 포함되어야 한다.
(1) 진행 상황에 대한 설명:
(A) 이 법에서 계획된 이니셔티브 협상
(B) 이 법에서 계획된 국제 협정 또는 기타 상호 약속 협상
(C) 조약 당사국이 아닌 비핵무기 국가가 조약에 가입하도록 장려하거나, 가입이 보류 중인 경우, 안전 조치에 대한 비교 가능한 협정을 체결하고 핵폭발 장치 개발을 포기하도록 장려하며, 그러한 조치를 취하지 않은 비핵무기 국가에 대한 핵 수출을 억제한다.
(D) 이 법에서 계획된 바와 같이 IAEA의 안전 조치 강화
(E) 이 법에서 계획된 바와 같이 협력 협정 재협상
(2) 미국 비확산 정책에 대한 진행 상황의 영향 평가; 특정 지점에서 진행되지 않은 정확한 이유 설명 및 진행을 장려하기 위한 적절한 조치에 대한 권고; 그리고 미국 비확산 정책을 달성하기 위해 대통령의 판단으로 필요한 입법적 수정 사항(있는 경우)에 대한 진술
(3) 미국이 협력 협정을 체결했거나 협상 중인 비핵무기 국가 중 다음을 행한 국가가 있는지 여부에 대한 결정:
(A) 핵 장치를 폭파한 경우
(B) 모든 평화적 핵 활동에 대해 IAEA 안전 조치를 수용하는 것을 거부한 경우
(C) 어떠한 핵폭발 장치도 제조하거나 다른 방식으로 취득하지 않을 것이라는 구체적인 보증을 제공하는 것을 거부한 경우
(D) 원료 또는 특수 핵물질을 포함하고 핵폭발 장치 제조 또는 취득과 직접적인 관련이 있는 활동에 참여한 경우
(4) 이 법에 명시된 정책 중 어느 것이 확산 방지 관점에서 전반적으로 역효과를 냈는지에 대한 평가
(5) 효과적인 비확산 정책을 준수하는 국가에 핵원자로 및 연료를 공급하겠다는 미국의 약속을 이행하는 데 있어 미국의 신뢰성을 높이기 위해 후속 조치 및 수출 허가 요청의 적시 처리를 용이하게 하는 절차를 수립하는 데 이루어진 진행 상황에 대한 설명.
(b) 이 조항에서 요구되는 첫 번째 보고서에서, 대통령은 1954년 법에 따라 협상된 각 민간 협력 협정을 분석하고, 그 안에 있는 안전 조치 및 기타 통제와 관련된 요구 사항 및 의무의 범위와 적절성을 논의해야 한다.

#### 추가 보고서
(a) 위원회와 에너지부가 법률에 따라 요구되는 연례 미 의회 보고서에는 해당 기관의 법적 책임인 확산 방지를 위한 미국의 정책 및 조치에 대한 견해와 권고도 포함되어야 한다. 에너지부의 보고서에는 고급 농축 및 재처리 기술, 고급 원자로 및 대체 핵연료 주기의 확산 영향을 상세히 분석한 내용이 포함되어야 한다. 이 보고서의 이 부분에는 관련 기밀 정보를 포함하는 포괄적인 버전과 요약된 비기밀 버전이 포함되어야 한다.
(b) 이 제목의 보고 요구 사항은 적용 가능한 법률에 따른 다른 보고 요구 사항에 추가되는 것이며, 이를 대체하는 것이 아니다.
(c) 국무부, 미국군축청, 상무부, 에너지부 및 위원회는 상원 외교 및 정부 업무 위원회와 하원 국제 관계 위원회에 이 법의 목적 및 정책을 수행하고 달리 확산을 방지하기 위한 활동과 확산 관점에서 중요한 외국 활동의 현재 상황에 대해 충분하고 최신 정보를 제공해야 한다.
(d) 이 법에서 요구되는 보고서의 모든 기밀 부분은 상원 외교 위원회 및 하원 국제 관계 위원회에 제출되어야 한다.
(e) 이 법의 제정일로부터 3년 후, 감사원장은 이 법의 구현 및 이 법의 핵비확산 정책, 목적 및 목표에 미치는 영향에 대한 연구를 완료하고 의회에 보고해야 한다. 국무장관, 에너지부 장관, 국방부 장관, 상무부 장관, 위원회 및 국장은 연구 수행에 있어 감사원장과 협력해야 한다. 보고서에는 이 법의 핵비확산 정책, 목적 및 목표를 지원하기 위해 감사원장이 필요하다고 판단하는 권고 사항이 포함되어야 한다.

#### 절약 조항
(a) 모든 협정, 증명서, 계약, 결정, 허가, 명령, 허가증, 특권, 규정 및 규칙은 다음과 같다.
(1) 이 법의 대상이 되는 기능을 행사하는 데 있어 어떤 기관 또는 공무원, 또는 그 일부가 이 법의 영향을 받는 기능을 행사하거나, 관할 법원이 허용, 부여, 발급 또는 효력 발생시킨 것.
(2) 이 법이 발효될 때 효력을 발하는 것은 당사자 또는 관할 법원에 의해 수정, 폐지, 무효화, 대체 또는 종료되거나, 해당되는 경우, 그 조건에 따라 계속 효력을 발한다.
(b) 이 법의 어떤 내용도 이 법의 제정일 직전까지 효력을 발하던 1954년 법에 따라 체결된 협력 협정 또는 그에 따른 조치에 적용되는 절차 또는 요구 사항에 영향을 미치지 않는다.
(c) 달리 규정된 경우를 제외하고, 이 법의 조항은 그러한 조항을 이행하기 위한 규정 공포 요구 사항과 관계없이 제정 즉시 효력을 발한다.

## 1978년 법 개정
1978년 핵확산금지법의 개정 및 수정.
| 제정일           | 공법 번호    | 미국 회기별 법전 인용 | 미국 입법 법안 | 미국 대통령 행정부 |
| ---------------- | ------------ | --------------------- | -------------- | ------------------ |
| 1979년 8월 14일  | P.L. 96-53   | 93 Stat. 359          | H.R. 3324      | 지미 E. 카터       |
| 1992년 10월 23일 | P.L. 102-484 | 106 Stat. 2315        | H.R. 5006      | 조지 H.W. 부시     |
| 1994년 4월 30일  | P.L. 103-236 | 108 Stat. 382         | H.R. 2333      | 윌리엄 J. 클린턴   |

## 핵물질 물리적 방호에 관한 국제 협정
핵물질의 물리적 방호에 관한 협약은 1977년 10월부터 1979년 10월 사이에 58개 주권국이 국제 원자력 기구와 협력하여 초안을 작성한 문서이다. 이 국제 협정은 군사 및 핵에너지 응용 분야에 활용되는 핵물질과 관련하여 결정적인 물리적 방호의 중요성을 선언하는 23개 조항을 확립했다. 미국 제97차 의회 회기는 미국 형법 제18편을 수정하고 국제 원자력 정책을 지지하는 법안 H.R. 5228을 통과시켰다. 미국 공법 97-351은 1982년 10월 18일 로널드 레이건에 의해 법적 절차로 제정되었다.

## 같이 보기
- 탄도탄 요격미사일 조약
- 1961년 군비 통제 및 군축법
- 1946년 원자력법
- 군축회의
- 데탕트
- 1958년 EURATOM 협력법
- 대륙간 탄도 미사일
- 소련-미국 정상회담 목록
- MIRV
- 핵 군비 경쟁
- 핵연료 주기 정보 시스템
- 1976년 평화적 핵폭발 조약
- 전략 무기 제한 협상(SALT)
- 잠수함 발사 탄도 미사일
- 1974년 제한적 핵실험 금지 조약
- 핵확산방지조약(핵확산금지조약 또는 NPT)
- 미국 전략 폭격 조사